# Hemiculter elongatus
Hemiculter elongatus é um peixe tropical de água doce pertencente à subfamília Cultrinae, família Cyprinidae. É originário das águas interiores do Vietname. Foi originelmente descrito por Nguyen & Ngo em 2001.